# Patricia Rivera
Patricia Martínez Rivera (nacida en 25 de julio de 1956, Saltillo, Coahuila) conocida artísticamente como Patricia Rivera es una actriz mexicana de cine y televisión. Realizó su debut cinematográfico con las película Pasión Inconfesable filmada en 1974 y por la censura se estrenó en el año 1978. Actualmente está retirada de la actuación.

## Trayectoria
Al ser joven y menor de edad, Rivera participó en el concurso de belleza "Señorita México" como Miss Coahuila el año 1976 y después comenzó a estudiar actuación en distintas academias.
Su debut en el cine fue el año 1974 en la película Pasion inconfesable donde actuó junto a Raúl de Anda y en la película El arracadas en 1978 dirigida por Alberto Mariscal, donde actuó junto a Vicente Fernández, con quien tendría un romance posteriormente. Su debut en televisión fue en la telenovela Muchacha de barrio de 1979 protagonizada por Ana Martín y Humberto Zurita, donde obtuvo un papel secundario. Su papel más importante en televisión fue en la telenovela Pasión y poder estrenada en 1988 actuando junto a Diana Bracho, Enrique Rocha, Carlos Bracho y Paulina Rubio.
En los años ochenta, protagonizó varias películas de drama y comedia, en las que se destacan "Mision sangrienta" (1989) de Fernando Durán Rojas, "Solicito marido para engañar" (1988) de Ismael Rodríguez, "Un hombre llamado el diablo" (1983) de Rafael Villaseñor Kuri, "Tiempo de lobos" (1985) de Alberto Isaac y "Tres mexicanos ardientes" (1986) de Gilberto Martínez Solares.
A partir de los años noventa ha participado en más de cincuenta largometrajes, en su mayoría en películas de Video doméstico. A partir de entonces, fue reconocida por protagonizar películas de género cristiano como Hades, vida después de la muerte (1993) y Mujer de la calle (1994), ambas dirigidas por Paco del Toro.
Su última aparición en pantalla fue en la telenovela Con toda el alma estrenada en 1995 junto a Andrés García y Gabriela Roel. Desde entonces solo ha participado en películas y vídeos rentables, no estrenadas en cines.

## Filmografía
- The Onyx of Wall Street (2018) ...como Maria
- Las Dos Michoacanas (2011) ...como Martha
- Marina del Otro Lado del Tiempo (2000)
- Mujer de la calle (1994) ...como Chelo
- Hades (1993) ...como Adriana
- Johnny cien pesos (1993) ...como Glori
- La lotería (1993) ...como Sara
- Un ángel para los diablillos (1993)
- Rosa De Dos Aromas (1989) ...como Marlene
- La sombra del tunco 1988...como kiara
- Tres Mexicanos Ardientes (1986) ...como Rita
- La fuga del Rojo (1985)
- La caravana de la muerte (1985)
- Los malvivientes (1984) ...como Karla
- El padre Trampitas (1984)
- El embustero (1983) ...como Rosita
- Un hombre llamado el diablo (1983) ...como Julia Rojas
- Presos sin culpa (1982)
- Los guaruras (1982) ...como Alicia
- El color de nuestra piel (1981) ...como Beatriz Torres
- La pachanga (1981) ...como Elodia
- La Suburban Dorada (1996) ...como Licenciada
- Las siete cucas (1981) ...como hija mayor
- Las braceras (1981) ...como Marcela
- Perro callejero 2 (1981) ...como La Negra
- La cosecha de mujeres (1981)
- El sátiro (1980)
- Como México no hay dos (1980)
- Búscando un campeón (1980)
- El jinete de la muerte (1980)
- Verano salvaje (1980) ...como Martha
- Las cabareteras (1980)
- Frontera brava (1980)
- Me olvidé de vivir (1980)
- Tres de presidio (1980)
- Virginidad perdida (1979)
- El cazador de tiburones (1979) ...como Juanita
- Discoteca fin de semana (1979) ...como Lucy
- Tres de presidio (1978) enfermera
- El tren de la muerte (1978) ...como Estela
- El fascista, la beata y su hija desvirgada (1978) ...como Gloria
- Muerte a sangre fría (1978)
- El arracadas (1977) ...como Elena Carrillo (Estrenada en 1978)
- Pasión inconfesable (1974) ...como Irene (Estrenada en 1978)

## Televisión
- Con toda el alma (1995) como Sofía De Linares
- Papá soltero (1988)
- Pasión y poder (1988) como Patricia
- Muchacha de barrio (1979) como Elena.